# Juwal Steinitz
Juwal Steinitz, Juwal Szteinic (hebr.: יובל שטייניץ, ang.: Yuval Steinitz, ur. 10 kwietnia 1958 w moszawie Ramot ha-Szawim) – izraelski filozof i polityk, w latach 2009–2013 minister finansów, w latach 2013–2015 minister wywiadu, minister planowania strategicznego i minister ds. stosunków międzynarodowych, od 2015 minister infrastruktury narodowej, od 1999 poseł do Knesetu z listy Likudu.

## Życiorys
Urodził się 10 kwietnia 1958 w moszawie Ramot ha-Szawim.
Służył w Brygadzie Golani, jest rezerwistą w Brygadzie Aleksandroni. Z wyróżnieniem ukończył filozofię na Uniwersytecie Hebrajskim w Jerozolimie (bakalaureat, a następnie M.A.), doktorat (Ph. D.) uzyskał na Uniwersytecie Telawiwskim. Pracował jako wykładowca na Uniwersytecie w Hajfie.

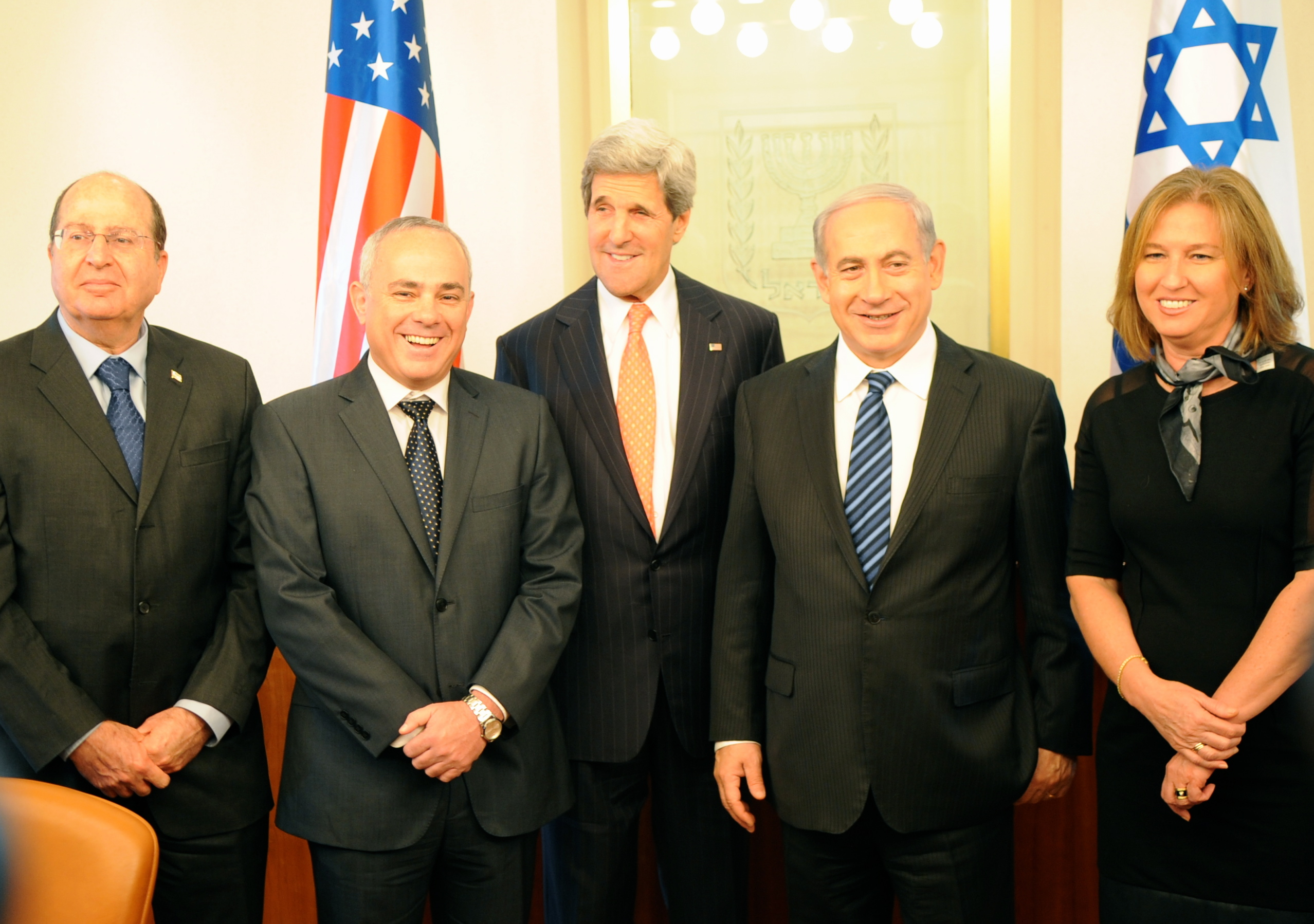
Mosze Ja’alon, Juwal Steinitz, John Kerry, Binjamin Netanjahu i Cippi Liwni, 2013

W wyborach parlamentarnych w 1999 nie dostał się do izraelskiego parlamentu, jednak już 6 lipca objął mandat po rezygnacji Binjamina Netanjahu. Od 2003 z sukcesem kandydował w kolejnych wyborach. Zasiadał w Knesetach XIV, XV, XVI, XVII, XVIII, XIX, XX i XXI kadencji. Wraz z senatorem Jonem Kylem był współprzewodniczącym połączonej komisji obrony Knesetu i Kongresu Stanów Zjednoczonych.
17 maja 2020 zaprzysiężony na ministra energii.
Jest autorem publikacji naukowych w języku angielskim i hebrajskim.

## Życie prywatne
Jest żonaty, ma troje dzieci, mieszka w Mewasseret Cijjon.